# Griot

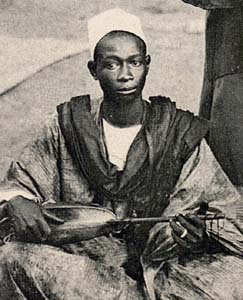
Griot (1910) mit einer Zupflaute vom Typ Ngoni

Griot (französische Aussprache ɡʀiˈo) bezeichnet in Teilen Westafrikas einen berufsmäßigen Sänger, Dichter und Instrumentalisten, der in einer bestimmten Form des Gesangs epische Texte als Preissänger, Geschichtenerzähler, Lehrer oder rein zur Unterhaltung vorträgt. Griots tragen dazu bei, dass durch mündliche Überlieferung traditionelles Wissen weitergegeben wird.

## Namen
Die Herkunft des Wortes ist nicht gesichert. Griot taucht als Guiriot in einem 1637 erschienenen französischsprachigen Reisebericht des aus der Normandie stammenden Kapuziners Alexis de Saint-Lô († 1659) auf. Da das Gebiet seit den Reichen von Ghana und Mali bereits islamisiert worden war und arabische Schrift und Sprache über den Maghreb als Kult- und Wissenschaftssprache eingeführt wurden, könnte die Herkunft des hier offenbar erstmals in einer europäischen Sprache erwähnten und später im lateinischen Lautalphabet der nachmaligen Kolonialsprache Französisch geschriebenen Wortes Griot von arabisch القَارِئُ, DMG al-qāri’u, „Rezitator“, „Vortragender“, auch „Koran-Rezitator“, in maghrebinischer Aussprache, nämlich el-girió, festzusetzen sein. Dem entsprechen die weiter unten genannten Ausdrücke gaulo (von arabisch القَولُ, DMG al-qaulu, „das Wort“, „das Gesagte“) oder auch Guewel/Gewel (von arabisch قَوَّالٌ, DMG qawwāl, „derjenige, der das Wort ausspricht“) aus derselben Region. Es handelt sich dabei um Bezeichnungen, die in der gesamten muslimischen Welt für die entsprechenden Musikpraktiken gebräuchlich sind.
Ferner wird dieses Wort auch mit dem portugiesischen Verb gritar, „schreien“, in Verbindung gebracht, da Griots ihren Vortrag mit lautstarker Stimme darbieten. Doch tauchten die ersten Portugiesen nicht vor dem 15. Jahrhundert an der westafrikanischen Küste auf.
Griots als eigene gesellschaftliche Klasse gibt es unter schwarzafrikanischen und berberischen Volksgruppen in zahlreichen regionalsprachlichen Bezeichnungen, die vererbbare Titel bedeuten: In den Mande-Sprachen heißen sie Jeli (Djeli) oder Jali (Pl. Jalolu), auf Maninka ebenfalls Jeli, bei den Soninke Gesere, Diare, bei den Tukulor Gaulo, Bambado und bei den Bidhan in Mauretanien Iggīw. Ferner heißen sie bei den Wolof Guewel, bei den Fulbe Mado oder Gawlo und bei den Hausa Marok'i.

## Kultur

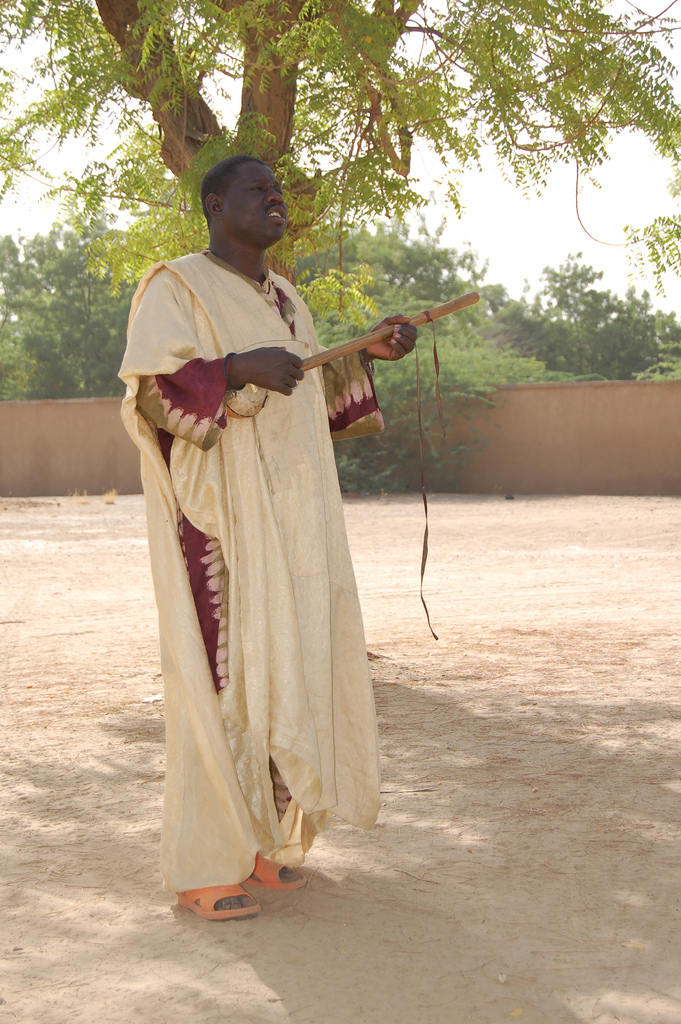
Griot aus dem Niger mit einer zweisaitigen Langhalsspießlaute gurumi

Die männlichen Griots und die weiblichen Griottes sind die Bewahrer der Geschichte, oralen Literatur und Musik ihrer Völker. Sie singen Preislieder zum Lob ihres Auftraggebers, erzählen Geschichten mit historischen, mythologischen oder satirischen Inhalten und unterhalten oder belehren dabei. Dazu begleiten sie sich auf Instrumenten wie der Stegharfe kora, der Binnenspießlaute ngoni oder der einsaitigen Fiedel goge (auch gondze). Andere Griots spielen Balafon oder tanzen, die Marok'i der Hausa singen zum wenig veränderlichen Rhythmus der Trommel kalangu. Bei vielen traditionellen Zeremonien ist die Anwesenheit von Griots erforderlich.
Der Berufsstand, der dem der mittelalterlichen Troubadouren ähnelt, ist überwiegend den Männern vorbehalten, die Angehörige bestimmter Sippen sind. Die berühmteste Griot-Familie ist die Sippe der Jobarteh (in französischer Schreibweise Diabaté). Weitere über Afrika hinaus bekannte Griot-Clans sind die Kanté, die Koité, die Kouyaté und die Cissokho (auch Sissoko geschrieben). Angehörige von Griot-Familien heiraten vielfach untereinander und bilden so eine feste Kaste.
Ihre Heimat ist das Siedlungsgebiet der Mandinke-Völker, also die heutigen Staaten Mali, Gambia, Guinea und Senegal. In diesen westafrikanischen Staaten ist die Griot-Tradition bis heute lebendig. Viele gegenwärtige Musiker, Bühnenschauspieler, TV- und Radio-Moderatoren in Senegal entstammen bekannten Griot-Familien.
In den Zeltlagern der Mauren in Südmauretanien treten wandernde Griot-Familien auf, deren Sänger Iggāwen (m. Sg. Iggīw) genannt werden und die sich auf der Laute tidinit begleiten. Die Frauen (f. Pl. Tiggīwāten, auch Tiggāwāten, Sg. Tiggīwīt) spielen zu ihrem Gesang die Harfe ardin.
Im Senegal pflegen Griot-Frauen eine taasu genannte, besondere Form der gesprochenen Poesie, die nur von der Bechertrommel sabar und der Sanduhrtrommel tama begleitet wird. Die Sätze werden nicht gesungen, sondern in einem betonten, staccatoartigen Stil vorgetragen, häufig als Call and Response mit einem Frauenchor. Die bekannteste taasu-Vortragende (taasukat) der 1980er und 1990er Jahre war Aby Ngana Diop.

## Liste von Griot-Sängern
Djabaté
- Abdoulaye Diabaté (Mali)
- Kassé Mady Diabaté (Mali)
- Kélétigui Diabaté (1931–2012, Mali)
- Mamadou Diabaté (* 1973 Mali)
- Toumani Diabaté (1965–2024, Mali)
- Prince Diabaté (Guinea)
- Sona Diabaté (* 1959, Guinea)

Jobarteh

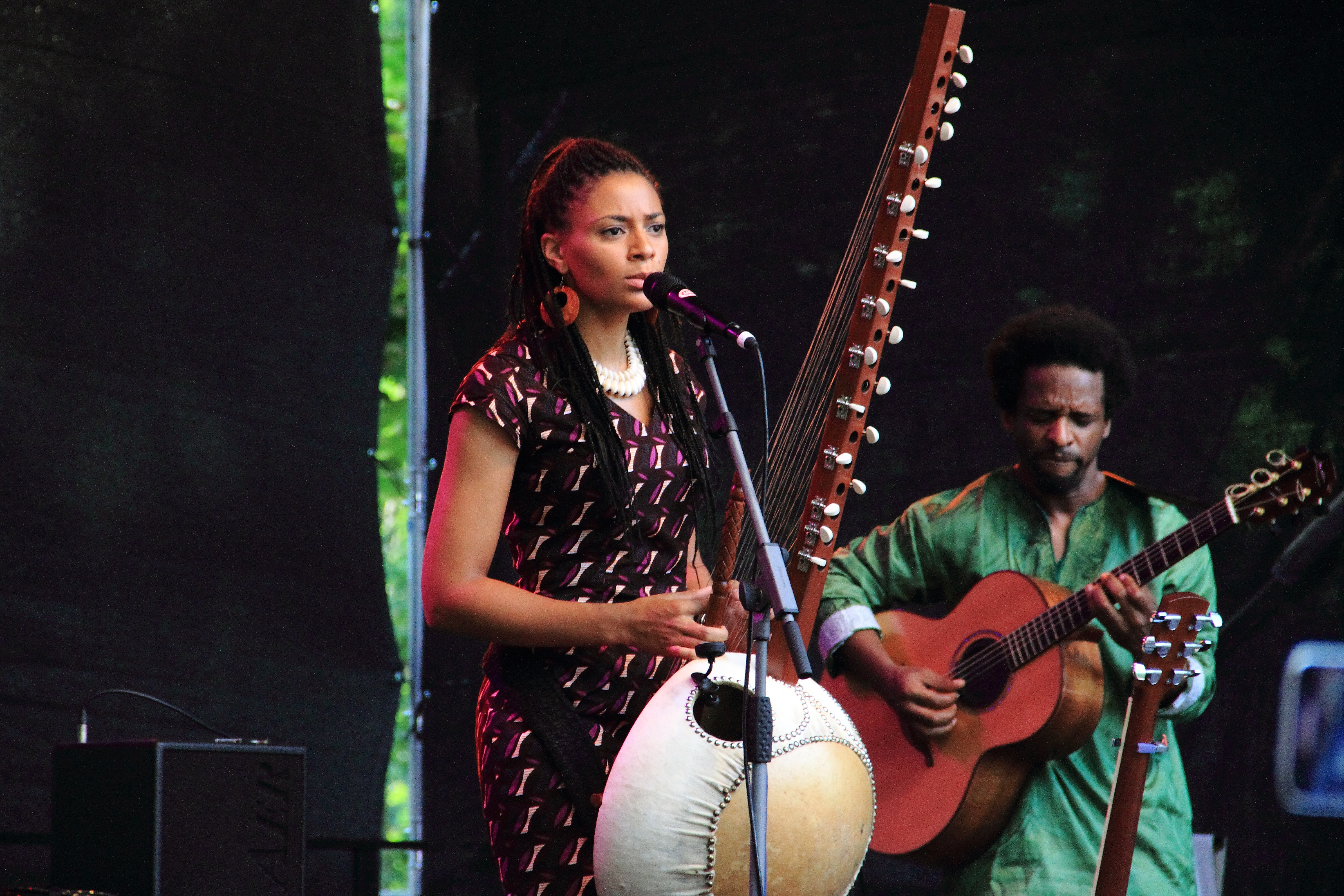
Sona Jobarteh mit einer kora beim Rudolstadt-Festival, 2015

- Amadou Bansang Jobarteh (um 1915–2001, Gambia)
- Dembo Jobarteh (1976–2008, Gambia)
- Malamini Jobarteh (ca. 1940–2013, Gambia)
- Sona Jobarteh (* 1983, Gambia)

Koujaté
- Alseyni Kouyaté aka Seyni (Guinea)
- Ami Koïta (Mali)
- Balla Kouyate (Mali)
- Bassekou Kouyaté (* 1966, Mali)
- Djimo Kouyate (Senegal)
- El Hadj Djeli Sory Kouyate (Guinea)
- Habib Koité (* 1958, Mali)
- Kandia Kouyaté (* 1958, Mali)
- Kaniba Oulen Kouyaté (Mali)
- Mah Kouyaté (Mali)
- Mamadou Kouyaté (Senegal, gründete dort die erste Koranschule)
- N'Faly Kouyate (Guinea)
- Sotigui Kouyaté (um 1936–2010, geboren in Mali, stammte aus Gambia und lebte in Burkina Faso und später in Europa)
- Soriba Kouyaté (1963–2010, Senegal, später in Europa)
- Tata Bambo Kouyaté (Mali)

Sissoko
- Ba Cissoko (Guinea)
- Baba Sissoko (Mali)
- Moussa Cissokho (Senegal)
- Solo Cissokho (Senegal)
- Yacouba Sissoko (Mali)

Kanté
- Mory Kanté (1950–2020, Guinea)
- Pape Kanoutè (Senegal)
- Lamine Konté (Senegal)
- Sherrifo Konteh (* 1971 oder 1974, Gambia)

Suso
- Foday Musa Suso (1950–2025, Gambia)
- Papa Susso (* 1947, Gambia)
- Salieu Suso (Gambia)
- Seikou Susso (Gambia)

Tounkara
- Balla Tounkara (Mali)
- Djelimady Tounkara (Mali)

Weitere
- Alpha Oulare (Guinea)
- Vieux Diop (Senegal)
- Badenya les Frères Coulibaly (Burkina Faso)

## Epensänger in anderen Kulturen
Fahrende Sänger, die normalerweise nicht wie die Griots einer bestimmten Kaste angehören, gibt es weltweit in zahlreichen Kulturen. Der in Kamerun und Gabun die Stegharfe mvet spielende Mbomovet besitzt keine besondere soziale Herkunft und ist nicht fest angestellt. Im Hochland von Äthiopien begleitet sich der professionelle Geschichtenerzähler Azmari meist mit der einsaitigen Kastenspießlaute masinko.
Entfernte Parallelen in der europäischen Vergangenheit finden sich in der Gestalt des Trobador. Arabische Geschichtenerzähler, die ihr Publikum in Teehäusern unterhalten, halten ebenfalls eine epische Tradition aufrecht. In einigen Teilen Asiens verbreiten Volksliedsänger, die in der Türkei Aşık genannt werden, mythische Geschichten und aktuelle Themen.